# Samara Joy
Samara Joy McLendon (sinh ngày 11 tháng 11 năm 1999) là một nữ ca sĩ jazz người Mỹ. Cô phát hành album đầu tay cùng tên vào năm 2021 và được tạp chí JazzTimes xướng tên là Nghệ sĩ mới xuất sắc nhất. Album thứ hai, Linger Awhile, được phát hành vào tháng 9 năm 2022 và giành giải thưởng cho Album giọng jazz xuất sắc nhất tại lễ trao giải Grammy lần thứ 65 năm 2023, nơi cô cũng được xướng danh giải thưởng Nghệ sĩ mới xuất sắc nhất. Cô ấy là nhạc sĩ jazz thứ hai giành giải thưởng này.

## Thời thơ ấu và học vấn
Samara Joy sinh năm 1999 tại khu vực Castle Hill thuộc thành phố New York, quận Bronx và lớn lên trong một gia đình âm nhạc. Ông bà nội của cô, Elder Goldwire và Ruth McLendon, sáng lập nhóm nhạc gospel The Savettes tại Philadelphia. Ông nội của cô, Elder Goldwire McLendon, lọt vào chung kết mùa 3 của chương trình tìm kiếm tài năng Sunday Best của BET. Cha của Samara Joy là một ca sĩ và tay bass, từng lưu diễn cùng nhạc sĩ gospel Andraé Crouch. Ông đã giới thiệu cô với các tên tuổi lớn trong âm nhạc gospel như The Clark Sisters cũng như nhạc soul và Motown. Cô đã tốt nghiệp trường Fordham High School for the Arts và biểu diễn trong ban nhạc jazz của trường. Trong thời gian này, cô đã giành được giải Giọng ca hay nhất tại Liên hoan Jazz lớp trung học Essentially Ellington do Jazz at Lincoln Center tổ chức.
Joy lần đầu bén duyên với jazz khi đăng ký chương trình nhạc jazz tại trường Purchase College, chuyên ngành về giọng hát và được mệnh danh là Học giả Ella Fitzgerald. Các bạn học của cô đã giới thiệu cô đến những nghệ sĩ jazz như Sarah Vaughan và Fitzgerald; nhạc công Kenny Washington, Jon Faddis và Ingrid Jensen.

## Danh sách đĩa nhạc
- Samara Joy (2021)
- Linger Awhile (2022)